# Scenocharops townesi
Scenocharops townesi är en stekelart som beskrevs av Gupta och Maheshwary 1971. Scenocharops townesi ingår i släktet Scenocharops och familjen brokparasitsteklar. Inga underarter finns listade i Catalogue of Life.